# Chew Chew Land; or, The Adventures of Dolly and Jim
Chew Chew Land; or, The Adventures of Dolly and Jim è un cortometraggio muto del 1910. Il nome del regista non viene riportato nei credit.

## Produzione
Il film fu prodotto dalla Vitagraph Company of America.

## Distribuzione
Distribuito dalla General Film Company, il film - un cortometraggio di 183 metri - uscì nelle sale cinematografiche statunitensi il 6 settembre 1910. Nelle proiezioni, veniva programmato con il sistema dello split reel, accorpato in un'unica bobina con un altro cortometraggio prodotto dalla Vitagraph, A Rough Weather Courtship.